# Ascra
Ascra (en grec ancien : Άσκρα) est un village agricole de Béotie situé, dans l'Antiquité, sur le territoire de la cité de Thespies, à l’ouest de Thèbes, aux pieds du mont Hélicon. C'est la patrie du poète Hésiode,. La localité moderne occupe le site de l'ancienne.

## Histoire
C'est à Ascra que naquit le poète Hésiode, au VIIIe siècle av. J.-C.. Au VIIe siècle av. J.-C., le village est pillé par les Thespiens affamés, et les habitants se réfugient à Orchomène en emportant les cendres du poète avec eux. Ils les placent au centre de l'agora de leur cité d'accueil, où se trouvait un tombeau réputé à l'époque pour être celui de Minyas, l'ancêtre mythique des Minyens, ainsi que le fondateur et premier roi d'Orchomène.

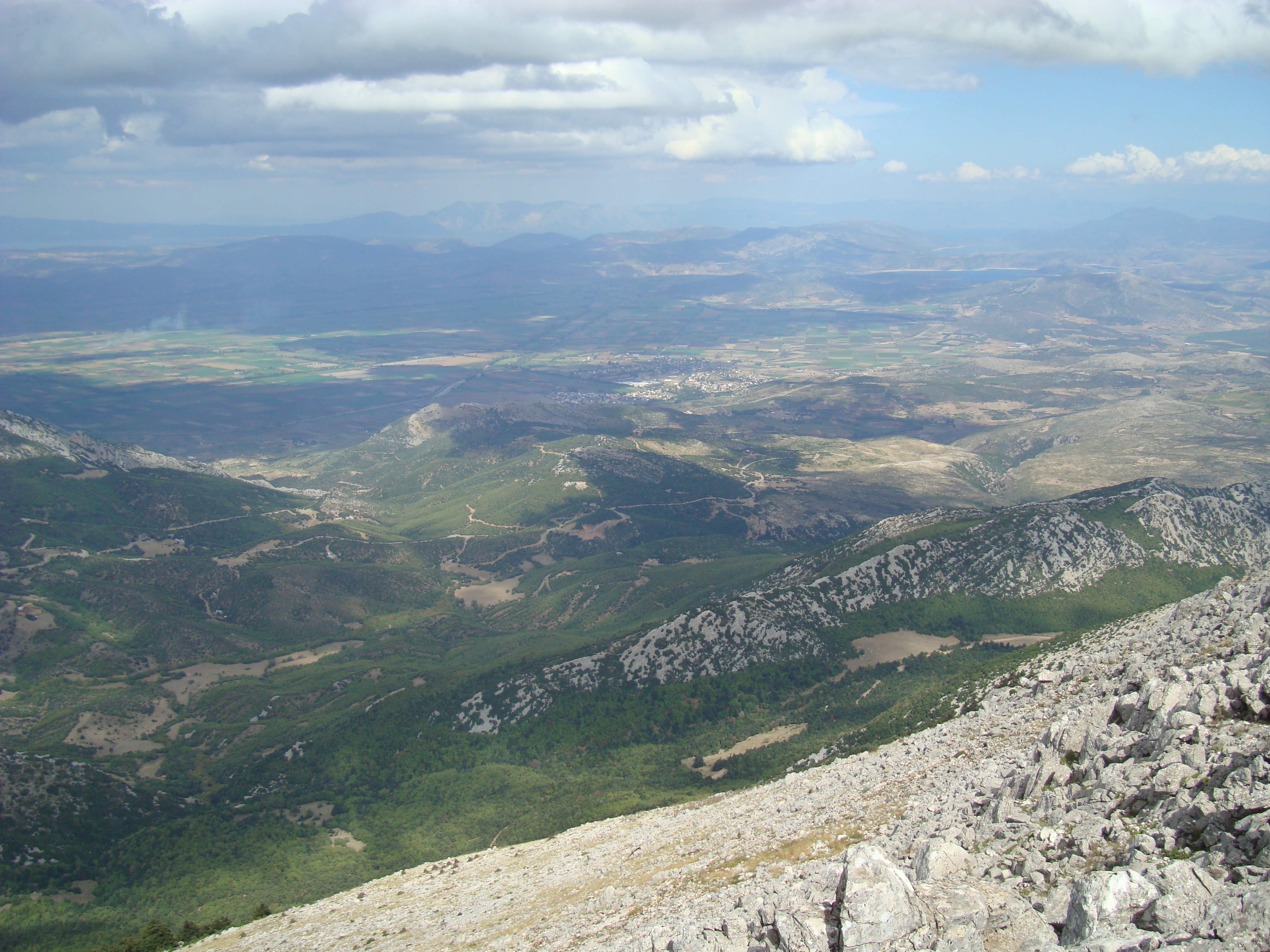
Au milieu, Askri dans la « vallée des Muses » aux pieds de l'Hélicon, évoquée par Hésiode.

À l'époque byzantine, le village se nomme Panagia (« Notre-Dame ») mais n'apparaît que sporadiquement dans les listes agricoles et il est possible qu'il ait été plusieurs fois dépeuplé et repeuplé, car il se situe sur la route des invasions gothiques (IIIe siècle), slaves (VIe siècle), franques (quatrième croisade, XIIIe siècle) et turques (Grèce ottomane, XVe siècle). En 1970, le village est nommé Askri en référence à Ascra. Rattaché au dème de Thespies, il comptait 994 habitants en 2001.